# Klassifikation der Wirtschaftszweige
Die Klassifikation der Wirtschaftszweige (zwischen 1961 und 2002 Systematik der Wirtschaftszweige) ist die in der deutschen amtlichen Statistik gebräuchliche Klassifikation der Wirtschaftszweige durch das Statistische Bundesamt.

## Geschichte
Die bis zum 31. Dezember 2024 gültige Version WZ 2008 ist die überarbeitete Version der WZ 2003, die wiederum auf die WZ 93 aufgebaut hat. WZ steht dabei für Wirtschaftszweig(e), die Zahlenangaben für das Jahr, in dem das Statistische Bundesamt diese Klassifikationen veröffentlichte. Bei einigen Statistiken waren noch lange diese Vorgängerversionen in Gebrauch. Die WZ 2008 wird zu Beginn des Jahres 2025 abgelöst von der WZ 2025.[veraltet]

## WZ 2008
Die Systematik WZ 2008 gilt seit 1. Januar 2008. Verschiedene Statistiken der amtlichen Statistik wurden jedoch erst nach und nach auf die neue Systematik umgestellt, z. B. die Beschäftigtenstatistik ab 2009, jedoch die Volkswirtschaftliche Gesamtrechnung erst im Rahmen der Revision 2011, die am 1. September 2011 veröffentlicht wurde. Damit die Beschäftigungsstatistik schon früher valide Daten gemäß der neuen Systematik ausweist, wurden Fälle, die maschinell nicht treffsicher umgestellt werden konnten, im Jahr 2008 vom Betriebsnummern-Service der Bundesagentur für Arbeit überprüft.
Die WZ 2008 beruht gemäß Artikel 8 der Verordnung (EG) Nr. 1893/2006 auf der Statistischen Systematik der Wirtschaftszweige in der Europäischen Gemeinschaft (NACE) Rev. 2 und unterscheidet sich erheblich von ihren Vorgängerversionen:
- Die Gliederungsebene der Unterabschnitte aus WZ 2003 (2 Buchstaben) wurde vollständig verworfen.
- Die Anzahl der Abteilungen, Gruppen und Klassen wurde deutlich erhöht.
- Die Anzahl der Unterklassen wurde deutlich reduziert.
- Die Bedeutung der einzelnen Codes wurde auf allen Hierarchieebenen stark verändert (z. B. bedeutet Abschnitt C in WZ 2003 „Bergbau und Gewinnung von Steinen und Erden“, in WZ 2008 jedoch „Verarbeitendes Gewerbe“).

Die WZ 2008 umfasst 21 Wirtschaftsabschnitte:
| Kenn- buch- stabe/ Abschnitt | Kenn- zahl- bereich/ Abteilung | Wirtschaftsabschnitt |
| ---------------------------- | ------------------------------ | --- |
| A                            | 01. – 03.                      | Land- und Forstwirtschaft, Fischerei |
| B                            | 05. – 09.                      | Bergbau und Gewinnung von Steinen und Erden |
| C                            | 10. – 33.                      | Verarbeitendes Gewerbe |
| D                            | 35.                            | Energieversorgung |
| E                            | 36. – 39.                      | Wasserversorgung; Abwasser- und Abfallentsorgung und Beseitigung von Umweltverschmutzungen                                                                              |
| F                            | 41. – 43.                      | Baugewerbe |
| G                            | 45. – 47.                      | Handel; Instandhaltung und Reparatur von Fahrzeugen |
| H                            | 49. – 53.                      | Verkehr und Lagerei |
| I                            | 55. – 56.                      | Gastgewerbe |
| J                            | 58. – 63.                      | Information und Kommunikation |
| K                            | 64. – 66.                      | Erbringung von Finanz- und Versicherungsdienstleistungen |
| L                            | 68.                            | Grundstücks- und Wohnungswesen |
| M                            | 69. – 75.                      | Erbringung von freiberuflichen, wissenschaftlichen und technischen Dienstleistungen                                                                                     |
| N                            | 77. – 82.                      | Erbringung von sonstigen wirtschaftlichen Dienstleistungen |
| O                            | 84.                            | Öffentliche Verwaltung, Verteidigung; Sozialversicherung |
| P                            | 85.                            | Erziehung und Unterricht |
| Q                            | 86. – 88.                      | Gesundheits- und Sozialwesen |
| R                            | 90. – 93.                      | Kunst, Unterhaltung und Erholung |
| S                            | 94. – 96.                      | Erbringung von sonstigen Dienstleistungen |
| T                            | 97. – 98.                      | Private Haushalte mit Hauspersonal; Herstellung von Waren und Erbringung von Dienstleistungen durch private Haushalte für den Eigenbedarf ohne ausgeprägten Schwerpunkt |
| U                            | 99.                            | Exterritoriale Organisationen und Körperschaften |

## WZ 2003
Die WZ 2003 baut ebenso wie bereits die WZ 93 auf der Statistischen Systematik der Wirtschaftszweige in der Europäischen Gemeinschaft (NACE) Rev. 1.1 auf, hat jedoch eine zusätzliche, feinere Hierarchieebene (Wirtschaftsunterklassen).
Die WZ 2003 und WZ 93 unterscheiden sich in vielen Punkten von der älteren WZ 79. Diese Tatsache lässt längere Zeitvergleiche mit wirtschaftssystematisch gegliederten statistischen Daten nicht oder nur sehr eingeschränkt zu, erleichtert dafür aber internationale Vergleiche.
Die Klassifikation ist hierarchisch gegliedert:
| Kennzeichnung | Hierarchieebenen             |
| ------------- | ---------------------------- |
| 1 Buchstabe   | 17 Wirtschaftsabschnitte     |
| 2 Buchstaben  | 31 Unterabschnitte           |
| 2 Ziffern     | 60 Wirtschaftsabteilungen    |
| 3 Ziffern     | 222 Wirtschaftsgruppen       |
| 4 Ziffern     | 513 Wirtschaftsklassen       |
| 5 Ziffern     | 1041 Wirtschaftsunterklassen |

Beispiel
| D     | Verarbeitendes Gewerbe                                                                     |
| DE    | Papier-, Verlags- und Druckgewerbe                                                         |
| 22    | Verlagsgewerbe, Druckgewerbe, Vervielfältigung von bespielten Ton-, Bild- und Datenträgern |
| 221   | Verlagsgewerbe                                                                             |
| 2211  | Verlegen von Büchern                                                                       |
| 22112 | Verlegen von Adressbüchern                                                                 |

Die 17 Wirtschaftsabschnitte (höchste Hierarchiestufe):
| Kenn- buch- stabe | Wirtschaftsabschnitt |
| ----------------- | --- |
| A                 | Land- und Forstwirtschaft |
| B                 | Fischerei und Fischzucht |
| C                 | Bergbau und Gewinnung von Steinen und Erden                                                                                             |
| D                 | Verarbeitendes Gewerbe |
| E                 | Energie- und Wasserversorgung |
| F                 | Baugewerbe |
| G                 | Handel |
| H                 | Gastgewerbe |
| I                 | Verkehr und Nachrichtenübermittlung |
| J                 | Kredit- und Versicherungsgewerbe |
| K                 | Grundstücks- und Wohnungswesen, Vermietung beweglicher Sachen, Erbringung von wirtschaftlichen Dienstleistungen, (andere nicht genannt) |
| L                 | Öffentliche Verwaltung, Verteidigung, Sozialversicherung                                                                                |
| M                 | Erziehung und Unterricht |
| N                 | Gesundheits-, Veterinär- und Sozialwesen                                                                                                |
| O                 | Erbringung von sonstigen öffentlichen und persönlichen Dienstleistungen                                                                 |
| P                 | Private Haushalte mit Hauspersonal |
| Q                 | Exterritoriale Organisationen und Körperschaften                                                                                        |

Für verschiedene Statistiken werden Wirtschaftsabschnitte zu Wirtschaftsbereichen zusammengefasst. Eine zusammenfassende Bezeichnung für C, D, E und manchmal F lautet Produzierendes Gewerbe. Die Wirtschaftsabschnitte ab G bezeichnen die Dienstleistungsbereiche.

## WZ 1993
WZ 1993 oder WZ 93 war die seit 1993 gültige Klassifikation der Wirtschaftszweige. Sie hatte in der obersten Gliederungsebene folgende 17 Abschnitte:
| Kenn- buch- stabe | Wirtschaftsabschnitt |
| ----------------- | --- |
| A                 | Land- und Forstwirtschaft                                                                                                  |
| B                 | Fischerei und Fischzucht                                                                                                   |
| C                 | Bergbau und Gewinnung von Steinen und Erden                                                                                |
| D                 | Verarbeitendes Gewerbe |
| E                 | Energie- und Wasserversorgung                                                                                              |
| F                 | Baugewerbe |
| G                 | Handel; Instandhaltung und Reparatur von Kraftfahrzeugen und Gebrauchsgütern                                               |
| H                 | Gastgewerbe |
| I                 | Verkehr und Nachrichtenübermittlung                                                                                        |
| J                 | Kredit- und Versicherungsgewerbe                                                                                           |
| K                 | Grundstücks- und Wohnungswesen, Vermietung beweglicher Sachen, Erbringung von Dienstleistungen überwiegend für Unternehmen |
| L                 | Öffentliche Verwaltung, Verteidigung, Sozialversicherung                                                                   |
| M                 | Erziehung und Unterricht                                                                                                   |
| N                 | Gesundheits-, Veterinär- und Sozialwesen                                                                                   |
| O                 | Erbringung von sonstigen öffentlichen und persönlichen Dienstleistungen                                                    |
| P                 | Private Haushalte |
| Q                 | Exterritoriale Organisationen und Körperschaften                                                                           |

## WZ 1979
WZ 1979 oder WZ 79 steht für eine früher in der deutschen amtlichen Statistik gebräuchliche Klassifikation der Wirtschaftszweige, Ausgabe 1979. Diese Klassifikation wurde abgelöst durch WZ 93.
Die WZ 79 beruht auf folgender Gliederung:
| Kennzeichnung | Hierarchieebene | Anzahl |
| ------------- | --------------- | ------ |
| 1 Ziffer      | Abteilung       | 10     |
| 2 Ziffern     | Unterabteilung  | 40     |
| 3 Ziffern     | Gruppe          | 209    |
| 4 Ziffern     | Untergruppe     | 612    |
| 5 Ziffern     | Klasse          | 1064   |

Die zehn Abteilungen sind:
| Kennzeichnung | Bezeichnung                                                           |
| ------------- | --------------------------------------------------------------------- |
| 0             | Land- und Forstwirtschaft, Fischerei                                  |
| 1             | Energie- und Wasserversorgung, Bergbau                                |
| 2             | Verarbeitendes Gewerbe                                                |
| 3             | Baugewerbe                                                            |
| 4             | Handel                                                                |
| 5             | Verkehr und Nachrichtenübermittlung                                   |
| 6             | Kreditinstitute und Versicherungsgewerbe                              |
| 7             | Dienstleistungen, solange von Unternehmen und freien Berufen erbracht |
| 8             | Organisationen ohne Erwerbszweck und Private Haushalte                |
| 9             | Gebietskörperschaften und Sozialversicherung                          |

Dabei wurden die Abteilungen 0–7 dem Sektor „Unternehmen“ zugeordnet, die Abteilungen 8 und 9 bilden jeweils den zugehörigen Sektor ab.
Die Abteilungen 1–3 wurden unter dem Oberbegriff Produzierendes Gewerbe zusammengefasst. Darauf baute die SYPRO (Systematik im Produzierenden Gewerbe) auf.